# Экстаз (фильм, 2018)
«Экстаз» (фр. Climax) — фильм французского режиссёра Гаспара Ноэ, который также выступил в качестве сценариста и монтажёра фильма. В главной роли — София Бутелла.
Премьера состоялась на Каннском кинофестивале 2018, где картина получила престижную премию Art Cinema Award, главный приз в программе «Двухнедельник режиссёров». Также 14 июля 2018 года режиссёр Дэвид Кроненберг вручил Гаспару Ноэ награду «NARCISSE» H.R. Giger Award швейцарского Фестиваля фантастических фильмов в Ньюшатель (Neuchâtel Fantastic Film Festival). В российский прокат фильм вышел 11 октября 2018 года.

## Сюжет
В основе фильма — история о выпускниках и выпускницах академии современного танца во Франции, устроивших прощальную вечеринку, перед гастролями в США. Они собираются вместе для подготовки танцевального шоу в стиле вог. На прощальной вечеринке кто-то из участников подмешивает в пунш сильный синтетический наркотик, под нарастающий ритм музыки воцаряется хаос.
Слоган фильма — «Рождение — уникальная возможность, смерть — невероятный опыт, а жизнь — ускользающее наслаждение».

## В ролях
- София Бутелла — Сельва
- Шарлин Темпл — Ивана
- Ромен Гийермик — Давид
- Сухейла Якуб — Лу
- Кидди Смайл — Дэдди
- Клод Гаян Молл — Эммануэль
- Жизель Пальмер — Газель
- Тейлор Касл — Тейлор
- Теа Карла Шотт — Психея
- Леа Вламос— Леа
- Алайя Альсафир — Алайа
- Кендалл Маглер — Рокет
- Лакдхар Дриди — Райли
- Эдриан Сиссоко — Омар
- Мамаду Батили — Барт
- Алу Сидибей — Лу
- Эшли Бисетт — Эшли
- Венс Гальё Кюма — Тито
- Сара Белала — Сара
- Муния Нассанжар — Муния
- Тифани О — Сайла
- Александр Моро — Киборг
- Нааб — Нааб
- Штраус Сёрпент — Змей

## Производство
По словам режиссёра Гаспара Ноэ, с самого начала концепция состояла в том, чтобы снять фильм с самыми лучшими танцорами, которых они только могли найти как во Франции, так и за её пределами. В рекордно короткие сроки съёмочная группа нашла заброшенную школу в Витри и приобрела права на музыку, которую они хотели включить в фильм.
Меня всегда завораживали ситуации, в которых начинает стихийно царствовать хаос и анархия… То же самое применимо и к моему творчеству. Величайшее удовольствие я испытываю тогда, когда ничего не пишу заранее и, насколько это возможно, позволяю действию развиваться на моих глазах – будто в документальном кино... Именно поэтому вместо обычного сценария я взял за основу столь громкую и сложную историю о танцорах, чей талант меня покорил.Гаспар Ноэ
Начинали съёмки с описанием длиною в страницу. Иными словами — фильм снимали без заранее подготовленного сценария. По словам режиссёра, не считая первой сцены, поставленной хореографами, танцорам была дана «свобода выражения на их индивидуальном, близком к бессознательному, языке, который позволил выпустить наружу глубокие внутренние переживания».
Другое правило заключалось в том, чтобы снимать быстро и длинными дублями, благодаря чему в феврале 2018 года режиссёр снял все сцены за две недели.
Сцены снимались в хронологическом порядке, однако вопреки стандартным пошаговым постановкам танцев, Гаспар Ноэ подталкивал актёров имитировать состояние одержимости — «подобное трансу во время оккультных ритуалов». В этот раз у режиссёра не было цели через визуальные и звуковые эффекты показать изменённые состояния сознания, переживаемые героями фильма. Напротив — он хотел, чтобы зритель увидел происходящее со стороны.
Чтобы подготовиться к сценам, танцоры прослушивали музыку, уже специально подобранную для фильма. Дабы с почтением отнестись к эпохе, изображённой в фильме, выбирали такую музыку — как энергичную, так и более мелодичную — которая была написана не позже середины 1990-х годов. Кроме того, чтобы создать знакомое зрителю настроение, они отбирали треки, которые могли бы быть близки широкой аудитории.
С этим проектом мне снова выпала возможность воплотить некоторые свои желания и страхи на экране…Гаспар Ноэ

## Награды и номинации
Впервые картина была показана в мае 2018 года на Каннском кинофестивале. Фильм получил премию Международной конфедерации художественного кино (C.I.C.A.E.), которая является главной наградой программы «Двухнедельник режиссёров».
14 июля 2018 года режиссёр Дэвид Кроненберг вручил Гаспару Ноэ награду «NARCISSE» H.R. Giger Award швейцарского Фестиваля фантастических фильмов в Ньюшатель (Neuchâtel Fantastic Film Festival).

## Рейтинг и критика
Картина получила положительные оценки кинокритиков. На сайте Rotten Tomatoes рейтинг фильма составляет 69 % на основе 178 отзывов со средней оценкой 6,9 баллов из 10. На Metacritic — 67 баллов из 100 на основе 37 рецензий.
Хау Чу из The Washington Post дал картине положительный отзыв: «Ноэ снял то, что может стать его самым доступным и, на сегодняшний день, самым нежным фильмом. Он дразнит зрителя идеей райского блаженства, прежде чем отправиться прямо в ад».
Ричард Ропер, писавший для Chicago Sun-Times, был менее позитивен, он высоко оценил танцевальные эпизоды, назвав их «резкой, красивой, авантюрной симфонией рук, ног и туловища, полной оригинальности и сексуальности», но раскритиковал диалоги и пугающие сцены, заявив, что фильм «превращается в больной цирк, в котором царит зверство».
Скотт Крейвен из The Arizona Republic присудил картине 1 балл из 5, написав: « «Экстаз» — это, на самом деле, два фильма, в одном вы тусуетесь на вечеринке с молодыми танцорами, которые столь же утомительны, сколь и гибки, а в другом вы всё с той же группой людей попадаете в кислотный трип. Гаспара Ноэ не волнует, что вы думаете. Он снимает фильмы, чтобы провоцировать. Когда Эммануэль запирает своего сына в комнате с опасной электрической панелью, даже те, у кого нет детей, съёживаются от страха. Режиссёр смеется над вашим дискомфортом. Вам просто нужно понять, хотите ли вы прокатиться в этом поезде».